# 菊池正士
菊池 正士（きくち せいし、1902年（明治35年）8月25日 - 1974年（昭和49年）11月12日）は、日本の物理学者。理学博士（東京大学・1932年）。日本の原子物理学の黎明期を起ち上げた一人である。大阪大学名誉教授。日本学士院会員。文化勲章、勲一等瑞宝章受章者。贈正三位（没時叙位）。

## 人物
数学者・教育者・貴族院議員・枢密顧問官として活躍した男爵菊池大麓の四男として東京府に生まれた。
1915年（大正4年）、東京高等師範学校附属小学校（現・筑波大学附属小学校）を卒業。1920年（大正9年）、東京高等師範学校附属中学校（現・筑波大学附属中学校・高等学校）を卒業。附属中学の同級生には、のちに最高裁判所判事となった下村三郎、獨協大学学長となった市原豊太、東京大学名誉教授の坪井忠二、フランス文学者の中島健蔵などがいた。
旧制第一高等学校を経て、東京帝国大学理学部物理学科を卒業。その後理化学研究所に入った。
1928年（昭和3年）に後に菊池像と呼ばれることとなる現象の電子線回折に関する実験に成功して世界的に認められ、1932年（昭和7年） 東京大学から理学博士号を授与される。題は「Zur Theorie des Comptoneffektes（コンプトン効果に就て）」。　大阪帝国大学理学部教授に就任してからはサイクロトロンの建設に尽力した。その後東京大学原子核研究所長、日本原子力学会会長、日本原子力研究所所長、東京理科大学長等を歴任した。
1951年（昭和31年）文化勲章受章。さらに1972年（昭和47年）には勲一等瑞宝章を受章している。墓所は谷中霊園。
弟子に渡瀬譲などがいる。

## 家族
妻・妙子は元函館どつく社長・川田豊吉（川田小一郎三男）の長女。1男4女をもうけた。
長男・士郎は父と同じく原子物理学者で日本原子力研究所に勤務していた。
長女は慶應義塾大学工学部教授を務めた藤岡知夫と結婚した。知夫の祖父・藤岡作太郎は日本文学者、父・藤岡由夫は埼玉大学の学長を務め、叔父・藤岡通夫は東京工業大学教授を務めた。また知夫の子、すなわち正士の孫にあたる藤岡幸夫は指揮者。
次女はSF作家・野田昌宏の弟・玲二郎と結婚した。昌宏・玲二郎兄弟の母は麻生財閥の3代目総帥・麻生太賀吉の妹なので、野田兄弟は第92代内閣総理大臣・麻生太郎の従兄にあたり、菊池家は野田家を通じて麻生家と姻戚関係で結ばれることになった。
三女は東急不動産社員と、四女は伊藤忠商事社員と結婚した。
法学者の美濃部達吉・鳩山秀夫・末弘厳太郎はともに大麓の娘と結婚しているため、3人とも正士の義兄にあたる。
又従姉は正士と同じく物理学者の長岡半太郎に嫁いでいる。経済ジャーナリストの佐藤朝泰は正士を「戦後日本の代表的物理学者」と、長岡を「戦前日本の代表的物理学者」と評しているが、正士の父・大麓と長岡の義父・箕作麟祥は従兄弟同士で大麓・麟祥がともに箕作阮甫の孫にあたるため、菊池正士と長岡半太郎はともに箕作一族が輩出した物理学者であるといえる。

## 著書

### 単著
- 『原子物理学概論』 岩波全書、1935年、改訂1947年
- 『原子物理学』 河出書房、1943年
- 『物理学の概説』 冨山房、1947年
- 『原子論より素粒子論へ』 丘書房、1948年
- 『物質の構造』 創元社、1948年
- 『粒子と波』 創元社（百花文庫）、1948年
- 『原子核物理学』 共立出版、1949年
- 『原子物理学本論』岩波書店（上下）、1952年
- 『原子核の世界』 岩波新書、1957年、第二版・1973年

### 共著・訳書
- 『原子核及び元素の人工転換』湯川秀樹 共著、岩波書店、1940年
- 『現代自然科學講座12 原子核の光分解』 弘文社、1952年
- ニュエル・ファール・デイビス『ローレンスとオッペンハイマー』タイムライフインターナショナル、1971年
原著：Nuel Pharr Davis：Lawrence and Oppenheimer, Simon & Schuster, 1968.

### 追想
- 『菊池正士　業績と追想』菊池記念事業会編集委員会、1978年